# Сибичу де Жос (Бузау)
Сибичу де Жос (рум. Sibiciu de Jos) насеље је у Румунији у округу Бузау у општини Панатау. Oпштина се налази на надморској висини од 305 m.

## Становништво
Према подацима из 2002. године у насељу је живело 648 становника, од којих су сви румунске националности.